# Estúdio em Batignolles (Fantin-Latour)
Estúdio em Batignolles é uma pintura a óleo sobre tela de 1870 do pintor francês Henri Fantin-Latour (1836-1904) que fixou para a posteridade os protagonistas do Grupo de Batignolles.
Este Grupo era constituido por jovens pintores de vanguarda do fim século XIX que giravam à volta de Édouard Manet. O grupo recebeu o nome do bairro parisiense de Les Batignolles onde Manet tinha o seu estúdio e em cujos cafés eles tinham o costume de se encontrar entre 1869 e 1875.
A pintura inclui-se num conjunto de quatro obras de Fantin-Latour (as outras três podem ser vistas em Galeria) que representam um grupo de personalidades artísticas da sua época.

## Descrição e estilo
Les Batignolles é o bairro parisiense onde vivia Manet e alguns dos futuros impressionistas. Fantin-Latour, interveniente discreto daquela época, junta à volta de Manet, que já era um pintor consagrado, jovens artistas com ideias inovadoras. A pintura evoca, por sua vez, a pintura do retrato de um dos personagens, Zacharie Astruc, por Manet (em Galeria). 
Da esquerda para a direita podem reconhecer-seː
- ̽Otto Schölderer, pintor alemão que tinha ido para Paris para se encontrar com os discípulos de Courbet;
- Édouard Manet, sentado diante do seu cavalete;
- Auguste Renoir (de pé), com um chapéu;
- Zacharie Astruc (sentado, como modelo de Manet), escultor e jornalista;
- Emile Zola, escritor e grande defensor da renovação da pintura;
- Edmond Maître, funcionário na Câmara Municipal de Paris;
- Frédéric Bazille, que perecerá alguns meses mais tarde, com vinte e seis anos, na guerra de 1870;
- Claude Monet que veio a tornar-se um célebre pintor impressionista.

As atitudes são sóbrias, com trajes graves, rostos quase solenes. Fantin-Latour pretende que aqueles jovens artistas, muito depreciados na altura, sejam percebidos como personalidades sérias e respeitáveis. A ambiência geral do atelier também é de sobriedade: poucos detalhes, poucos elementos decorativos. Apenas dois acessórios fazem lembrar algumas escolhas estéticas da nova escola: a estatueta de Minerva que reflete o respeito pela tradição antiga, e o pote de cerâmica com decoração nipónica lembra a admiração daquela geração de artistas pela arte japonesa.
Neste retrato de grupo exposto no Salão de 1870, todos parecem posar para a posteridade. A obra expressa os laços que ligavam Fantin-Latour com a vanguarda da época e com Manet em particular. É como que um eco da opinião de Zola sobre Manetː "Em torno do pintor vilipendiado pelo público criou-se uma frente comum de pintores e escritores que o consideram como um mestre".

## Galeria

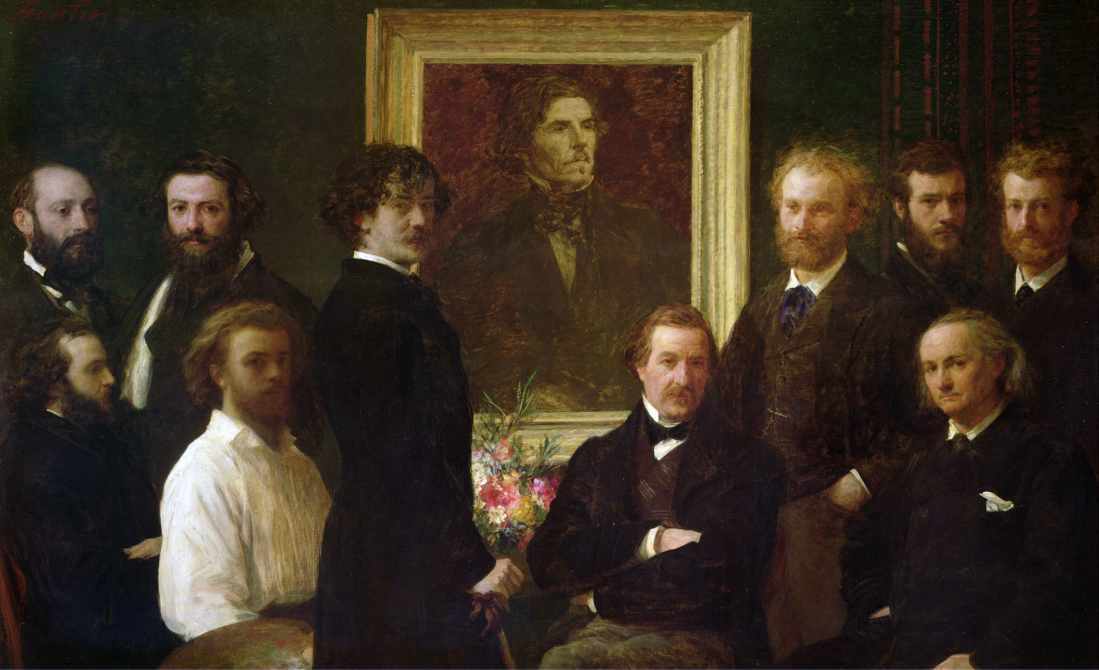
Homenagem a Delacroix (1864), Henri Fantin-Latour, Museu de Orsay, Paris.
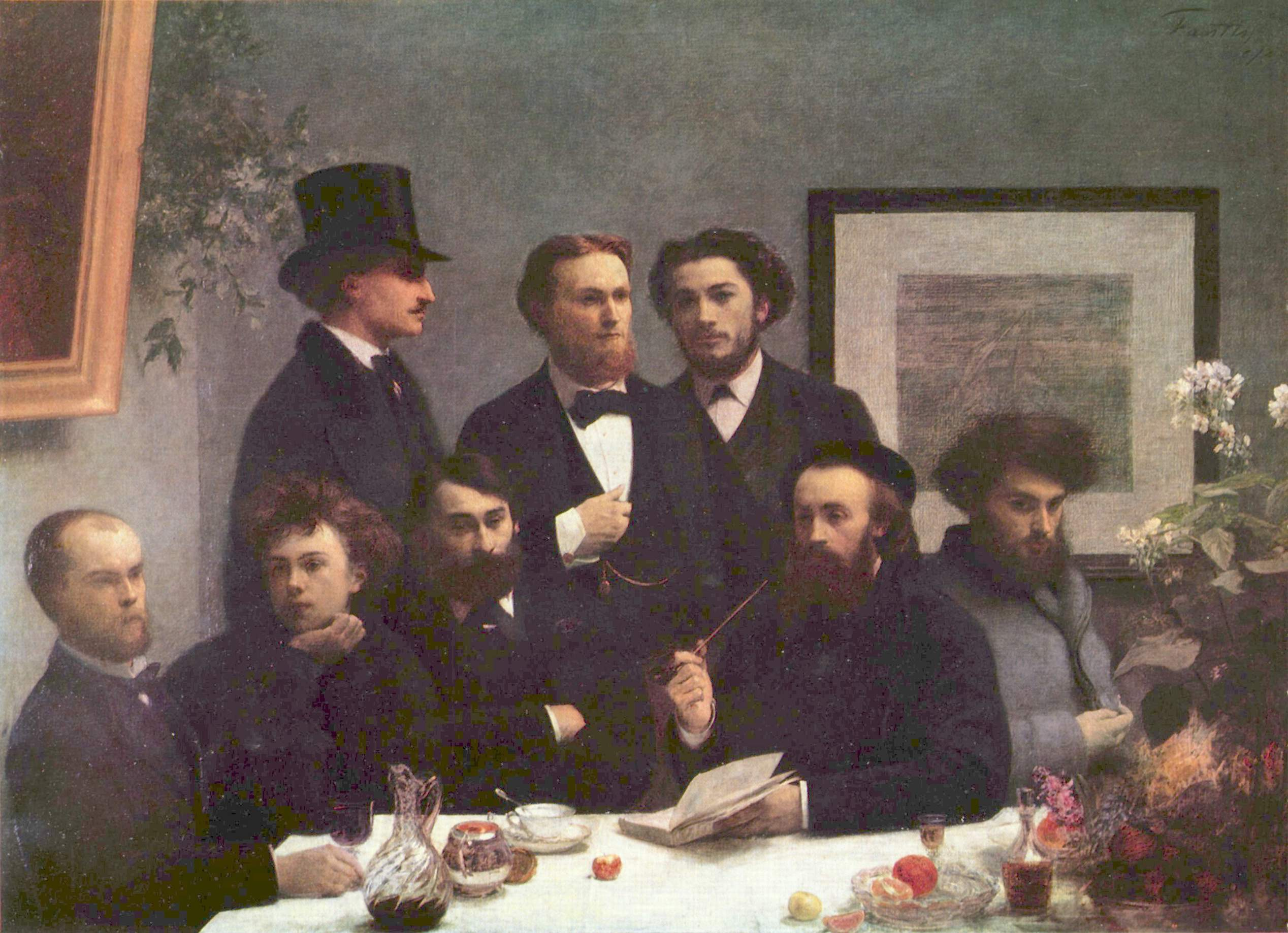
Esquina de mesa (1872), Henri Fantin-Latour, Museu de Orsay, Paris.
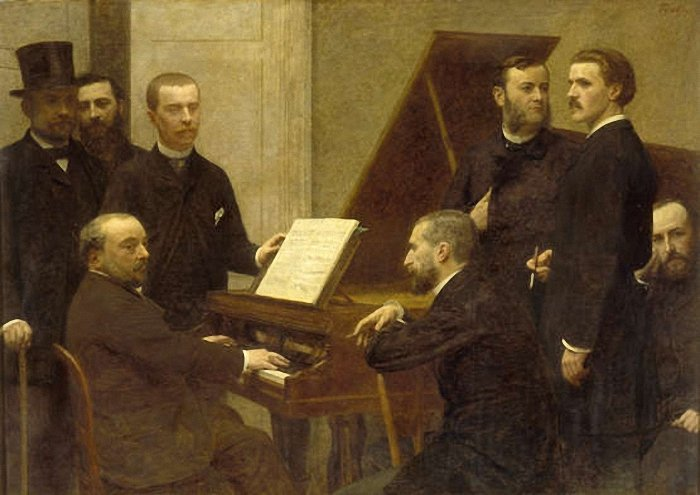
À volta do piano (1885), Henri Fantin-Latour, Museu de Orsay, Paris.
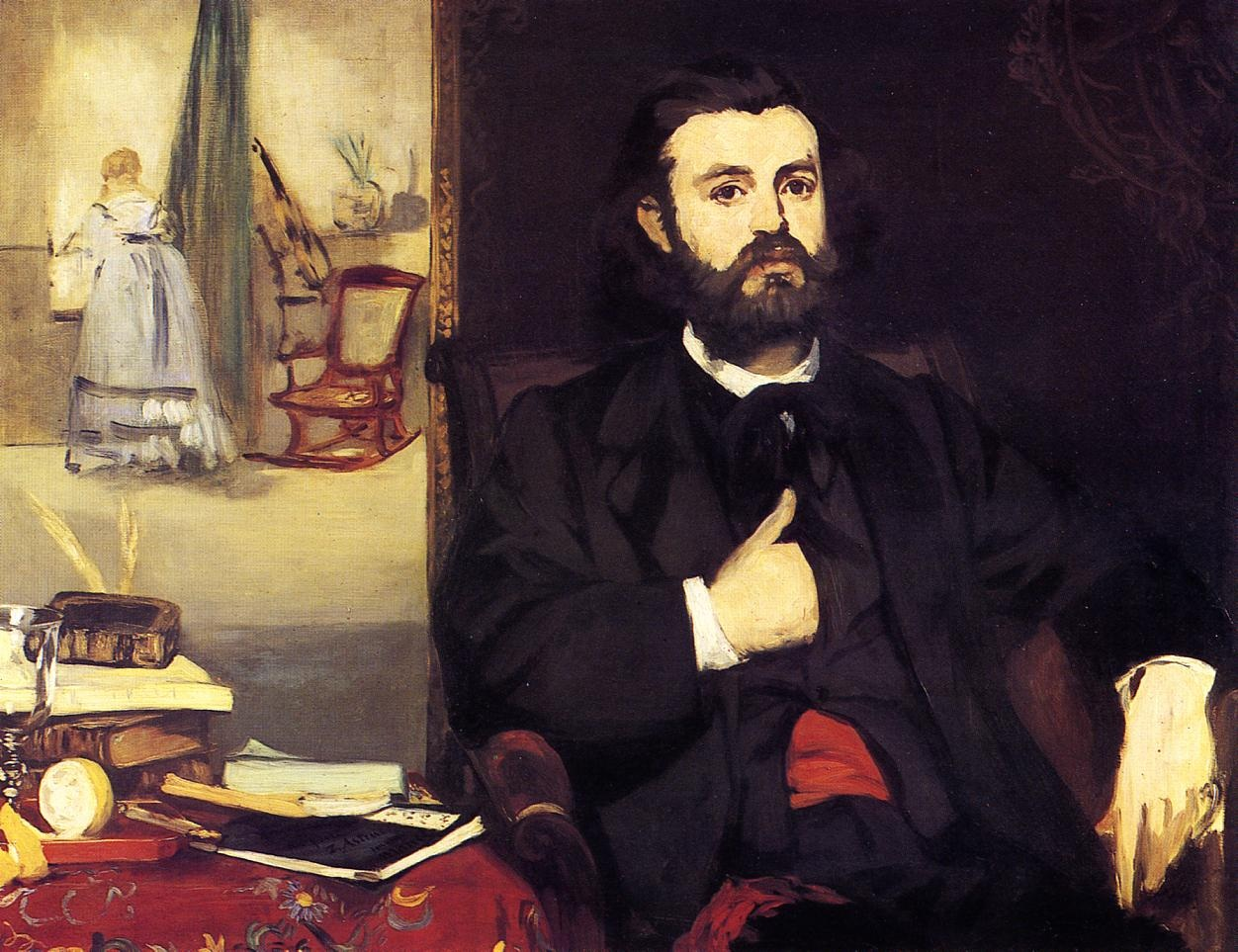
Retrato de Zacharie Astruc (1864), Édouard Manet, Kunsthalle de Bremen.

### Ligação externa
- A pintura no sítio do Museu de Orsay,